# Nupserha haddeni
Nupserha haddeni là một loài bọ cánh cứng trong họ Cerambycidae.